# Saint-Céré
Saint-Céré (occitanisch: Sant Seren) ist eine Gemeinde mit 3449 Einwohnern (Stand 1. Januar 2022) und ein Dorf im Département Lot in der französischen Region Okzitanien.

## Lage
Saint-Céré Ort liegt am Fluss Bave im Nordosten der Landschaft des Quercy. Die „Hauptstadt“ des Quercy, Cahors, ist etwa 80 Kilometer (Fahrtstrecke) in südwestlicher Richtung entfernt, bis Gramat sind es etwa 20 Kilometer in südwestlicher Richtung.

## Bevölkerungsentwicklung
| Jahr      | 1962 | 1968 | 1975 | 1982 | 1990 | 1999 | 2007 | 2018 |
| Einwohner | 3531 | 3926 | 4089 | 4056 | 3760 | 3515 | 3560 | 3479 |

## Geschichte
In gallorömischer Zeit gab es eine befestigte Höhensiedlung castrum auf einem der Hügel, die den Ort umgeben. Aus dem 8. Jahrhundert stammen die Legenden über die beiden Ortsheiligen Serenus und dessen Tochter Speria, die ihr Leben lieber Gott weihte als zu heiraten und deshalb den Märtyrertod erlitt. Im Mittelalter gehörte der Ort zum Besitz der Vizegrafschaft Turenne. Während des Hundertjährigen Krieges (1337–1453) wurde Saint-Céré einige Jahre von den Engländern besetzt, doch größere Zerstörungen blieben aus. In der Zeit der Hugenottenkriege (1562–1598) gab es jedoch einige Verwüstungen (siehe auch: Saint-Laurent-les-Tours).

## Sehenswürdigkeiten
- Die Ursprünge der Église Sainte-Spérie reichen möglicherweise bis ins 10. Jahrhundert zurück (Krypta). Das einschiffige Langhaus und die Apsis sind noch romanisch, wurden aber im 15. Jahrhundert mit einem Rippengewölbe bzw. seitlichen Kapellen zur Stabilisierung versehen. Im 18. Jahrhundert wurde der heutige Westturm dem Eingangsportal vorgesetzt. In der Apsis findet sich ein Altarretabel mit den Figuren von Saint-Spérie sowie von Saint-Pierre und Saint-Paul. Die Glasfenster aus dem 19. Jahrhundert zeigen das Martyrium der Heiligen (Chor) sowie die zwölf Apostel (Langhaus).
- Aus dem 17. Jahrhundert stammt die ebenfalls einschiffige, mit einer Holzdecke und einem geraden Chorschluss versehene Kirche der Franziskaner-Rekollekten (Église des Récollets) am Ufer der Bave. Ihr Abriss während der Französischen Revolution wurde verhindert und ab 1806 wurde sie wieder für Kultzwecke genutzt. Der Turm wurde dem Bauwerk erst im Jahr 1859 hinzugefügt. Der Altarretabel entstammt ebenfalls dem 17. Jahrhundert.
- In den Gassen und Straßen der Altstadt von Saint-Céré – rund um die Place du Mercadial – haben sich noch einige Fachwerkhäuser (maisons à colombages) erhalten.
- Die mehrtürmige, auf einer Hügelkuppe gelegene Burg Château de Saint-Laurent Les Tours überragt den Ort. Sie war während der deutschen Besetzung Nordfrankreichs im Zweiten Weltkrieg jahrelang die zweite Heimat des Künstlers Jean Lurçat.
- Das etwa zwei Kilometer außerhalb gelegene Château de Montal ist ein zweiflügeliges Renaissanceschloss aus der ersten Hälfte des 16. Jahrhunderts mit mächtigen seitlichen Rundtürmen, die noch an das Mittelalter erinnern. Es ist zu einem Hotel-Restaurant umgebaut worden, kann aber auch besichtigt werden.

## Persönlichkeiten
- Jean de la Barrière (1544–1600), Begründer der Feuillanten
- Jean-Jacques Ambert (1765–1851), General
- Charles Bourseul (1829–1912), Vordenker der elektromagnetischen Stimmübertragung
- François Certain de Canrobert (1809–1895), Marschall von Frankreich
- Pierre Poujade (1920–2003), Kaufmann und rechtspopulistischer Politiker

## Gemeindepartnerschaft
- Allersberg, Deutschland